# Franck Mancuso
Ne doit pas être confondu avec Frank Mancuso Jr..
Pour les articles homonymes, voir Frank Mancuso (homonymie).
François Mancuso, dit Franck Mancuso, est un scénariste, réalisateur et producteur de cinéma français né le 2 janvier 1961.

## Biographie
Franck Mancuso a passé vingt ans dans la police[réf. nécessaire]. Après dix ans à la Brigade des Stupéfiants du 36 Quai des Orfèvres, il rejoint la Division Nationale Antiterroriste, puis l'Office Central de Répression du Banditisme[réf. nécessaire]. Il a ensuite mis son expérience au service de l'écriture et du cinéma. Il a été marié avec l'actrice Agnès Blanchot, ils sont aujourd'hui divorcés.

## Filmographie

### En tant que scénariste

#### Longs métrages
- 2004 : 36 quai des Orfèvres
- 2007 : Contre-enquête
- 2011 : RIF

#### Séries télévisées
- 1993 : Commissaire Moulin (1 épisode)
- 2009 : Adresse inconnue (3 épisodes)

### En tant que réalisateur

#### Longs métrages
- 2007 : Contre-enquête
- 2011 : RIF

#### Téléfilms
- 2013 : Lanester
- 2015 : Lanester : Memento Mori
- 2018 : Meurtres en Cornouaille

#### Série télévisée
- 2017 : Le Sang de la vigne (1 épisode)